# Naftalensulfonato
Los naftalenosulfonatos son compuestos químicos derivados del naftaleno, un hidrocarburo aromático policíclico, que contienen uno o más grupos sulfonato (−SO3H) unidos a su estructura. Se forman mediante la sulfonación del naftaleno, un proceso químico en el que un grupo sulfonato se incorpora al anillo aromático.
Una familia relacionada de compuestos son los ácidos aminonaftalenosulfónicos. De importancia comercial son los alquilnaftalensulfonatos, que se utilizan como superplastificantes en el hormigón. Se producen a gran escala por condensación de naftalenosulfonatos o alquilnaftalenosulfonatos con formaldehído.

## Propiedades
- Solubilidad: Gracias a los grupos sulfonato, estos compuestos son solubles en agua.
- Estabilidad química: Son estables en una amplia gama de condiciones, lo que los hace útiles en diversas aplicaciones industriales.
- Tensioactividad: Muchos naftalensulfonatos tienen propiedades tensioactivas, lo que los hace eficaces en la reducción de la tensión superficial.